# Теодольф Рейн
Теодольф Рейн (1838—1919) — фінський філософ, професор, ректор і віце-канцлер Імператорського Олександрівського університету.

## Життєпис
Батько Теодольфа Рейна — Ґабріель Рейн — був професором і ректором Імператорського Олександрівського університету.
Теодольф закінчив середню школу в 1853 і курс Імператорського Олександрівського університету зі ступенем магістра (1860).
Був призначений на посаду доцента (1863). Захистив дисертацію на ступінь доктор філософії (1869).
Був призначений професором філософії Олександрівського університету (1869) на місце Югана Снельмана. Обіймав посаду професора до 1900.
У 1873 з ініціативи Рейна було створено Філософське товариство Фінляндії.
Проректор університету (1884–1887).
Ректор університету (1887–1896).
Віце-канцлер університету (1896–1903 і 1906–1910).
В період боротьби московського царату з проявами фінської автономії був відсторонений від посади генерал-губернатором Фінляндії Миколаєм Бобриковим і заміщений на посаді віце-канцлера Ю. Даніельсоном-Кальмарі.
Після смерті М. Бобрикова і пом'якшення боротьби московського царату з фінською автономією Рейн повернувся на свою посаду в 1906.
Рейн написав біографію Югана Снельмана в двох частинах, виданих у 1895 і у 1900, а також написав біографію Леопольда Мехеліна.
Отримав ряд почесних звань і чин статського радника (1899).